# Советско-албанский раскол
Сове́тско-алба́нский раско́л (алб. Ndarja Shqiptaro-Sovjetike) — политический конфликт в 1955—1961 годах между Союзом Советских Социалистических Республик и Народной Республикой Албанией. Раскол в отношениях наметился после сближения советского лидера Никиты Хрущёва с югославским президентом Иосипом Брозом Тито и усилился в результате политики десталинизации, которая началась после «секретного доклада» Хрущёва на XX съезде КПСС. Эту политику советское руководство распространяло на другие страны Восточного блока, в том числе и на Албанию. Албанские коммунисты во главе с Энвером Ходжой восприняли действия Хрущёва как противоречащие марксистско-ленинскому учению. Разоблачение Хрущёвым культа личности Иосифа Сталина было расценено албанскими лидерами как оппортунистический акт, который, по их мнению, должен был узаконить ревизионизм в международном коммунистическом движении. Полный разрыв отношений между странами в декабре 1961 года стал финальной точкой советско-албанского раскола, который происходил на фоне появления и углубления советско-китайских противоречий.

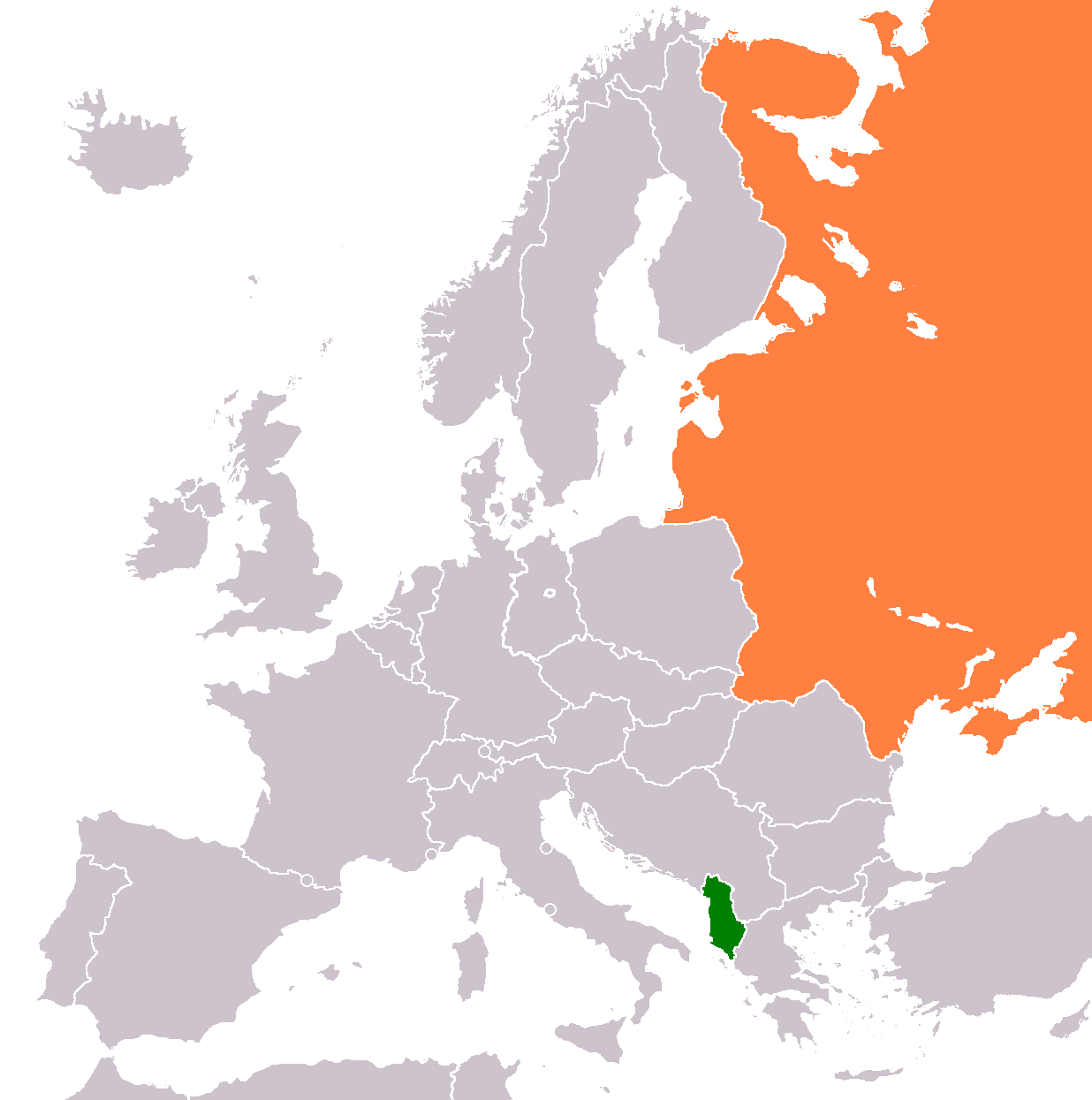
СССР (оранжевый цвет) и Албания (зелёный цвет) на карте Европы.

## СССР — Албания до 1955 года

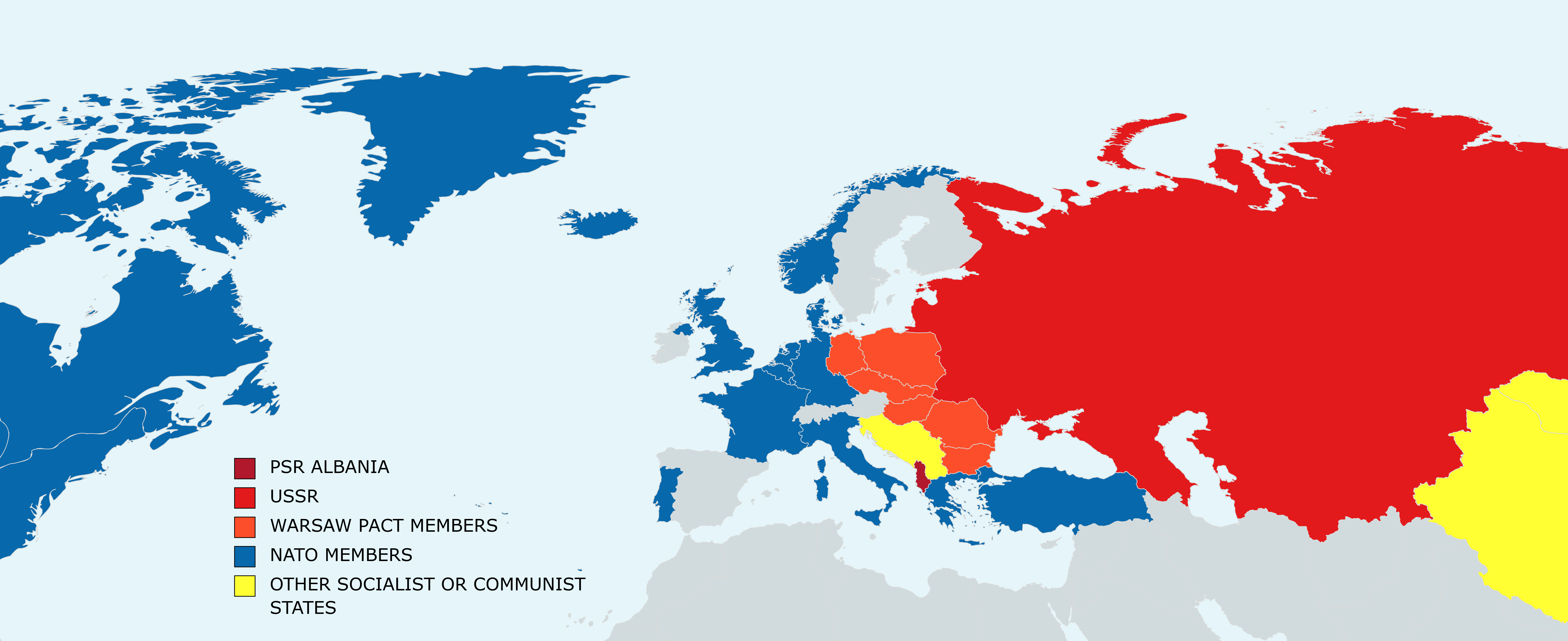
Геополитические силы по состоянию на 1956 год

### Восстановление дипломатических отношений
7 апреля 1939 года с началом вторжения Италии в Албанию фактически прекратились албано-советские дипломатические отношения. 12 апреля Конституционная ассамблея Албании проголосовала за личную унию с Италией — главой Албанского королевства стал итальянский король Виктор Эммануил III.
8 ноября 1941 года, во время итальянской оккупации, в Албании была основана Коммунистическая партия путём объединения отдельных коммунистических групп, возникших в 1930-х—1940-х годах. Партию сформировали представители среднего класса и интеллигенции без прямого участия Советского Союза. Большинство албанских коммунистов, включая их лидера Энвера Ходжу, не имели никаких связей с Коминтерном.
До 1942 года против итальянских войск в Албании действовали разрозненные партизанские отряды (четы), командиры которых имели разные политические взгляды — от коммунистических до монархических. С сентября 1942 года прокоммунистические партизанские четы получили единое командование после создания Национально-освободительного фронта Албании (НОФА). 27 июля 1943 года партизанские отряды НОФА объединили в Национально-освободительную армию (НОАА), которая позже стала главной силой сопротивления. 8 сентября 1943 года Италия капитулировала перед войсками антигитлеровской коалиции, а незадолго до итальянской капитуляции в Албанию вошли немецкие войска. После поражений зимой 1943—1944 годов Национально-освободительная армия Албании с лета 1944 года начала постепенно овладевать территорией страны. 17 ноября 1944 года части НОАА заняли столицу Тирану, а 29 ноября 1944 года с освобождением города Шкодера Албания была окончательно освобождена от оккупантов — единственная страна среди государств Восточной Европы, в боевых действиях на территории которой Красная армия не принимала участия.
С 24 по 28 мая 1944 года в Пермети проходил Национальный конгресс, в котором приняли участие представители со всей Албании. Конгресс выбрал Антифашистский совет, который сформировал исполнительный орган — Антифашистский комитет национального освобождения. 22 октября 1944 года Антифашистский совет принял решение преобразовать Антифашистский комитет во Временное правительство Албании. Возглавил новое правительство страны Энвер Ходжа.
С июня 1945 года албанские правительственные представители начали посещать Советский Союз для налаживания двусторонних контактов. 22 сентября 1945 года в Москве состоялось подписание первого соглашения о поставке Советским Союзом в Албанию зерна и химических удобрений на условиях кредита в сумме 1,5 млн долларов. 30 октября 1945 года на имя посла США в СССР Аверелла Гарримана советское правительство направило ноту, в которой выразило готовность вместе с США и Великобританией одновременно признать Временное правительство Албании. 10 ноября 1945 года глава советской военной миссии в Тиране от имени правительства СССР передал в Министерство иностранных дел Албании ноту о признании новой албанской администрации как законного правительства. Таким образом СССР и Албания восстановили между собой дипломатические отношения на уровне миссий. 11 января 1946 года Учредительное собрание провозгласило Албанию Народной Республикой. В тот же день первый советский посланник Д. С. Чувахин вручил верительные грамоты председателю Президиума Народного собрания Албании Омеру Нишани. В декабре 1946 года дипломатические отношения между Советским Союзом и Народной Республикой Албанией были установлены в полном объёме, но связи между странами оставались довольно ограниченными.

### Раскол Тито — Сталин

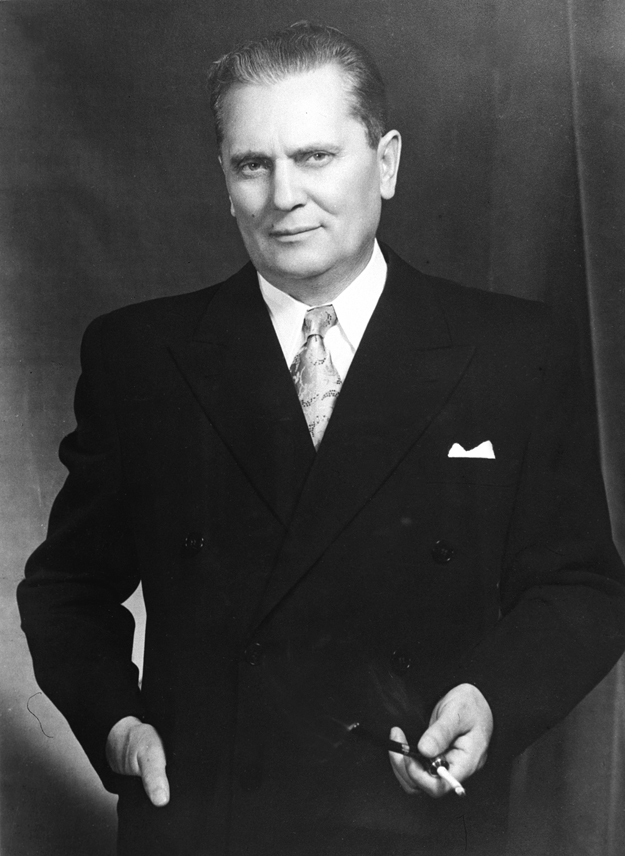
Иосип Броз Тито

После завершения Второй мировой войны на албанское государство большое влияние имела соседняя Югославия, которая 28 апреля 1945 года первой официально признала новое правительство Албании. В июне 1946 в Югославию совершил свой первый официальный государственный визит за границу председатель албанского правительства Энвер Ходжа, где его наградили Орденом Народного героя. 9 июля 1946 года произошло подписание Договора о дружбе, сотрудничестве и взаимопомощи между Федеративной Народной Республикой Югославией и Народной Республикой Албанией. Помощь Югославии была значительной — в Албанию поставлялась разнообразные техника и оборудования, в стране работали югославские военные советники и гражданские специалисты. Югославский лидер Иосип Броз Тито активно продвигал идею создания Балканской федерации, в которую должна была войти и Албания.

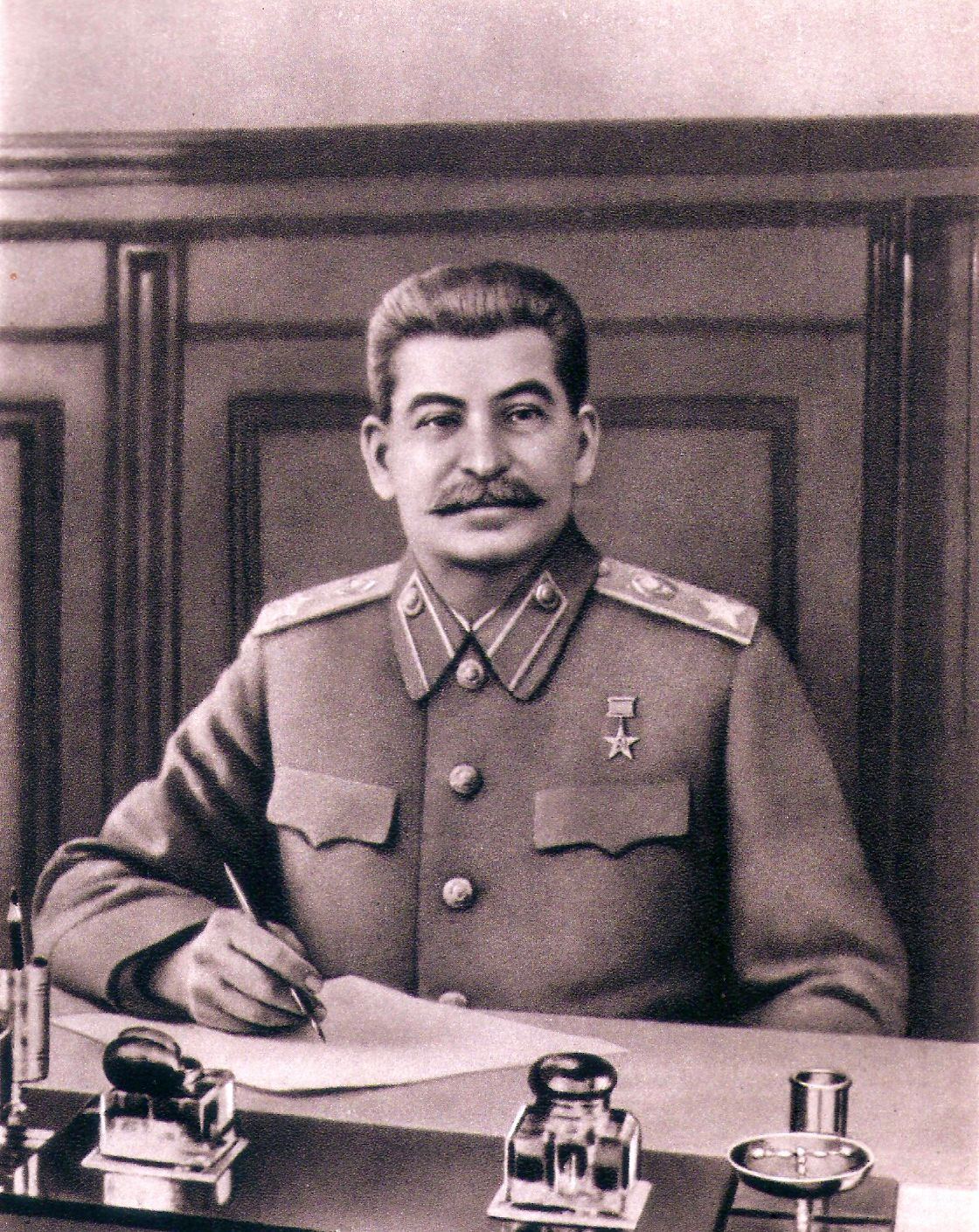
Иосиф Сталин

С 14 по 26 июля 1947 года прошёл первый официальный визит в Москву албанской правительственной делегации во главе с Генеральным секретарём ЦК КПА Энвером Ходжой. Во время встреч Ходжи с Иосифом Сталиным и Вячеславом Молотовым обсуждались вопросы межгосударственных отношений и партийного строительства в Албании. Результатом визита стало соглашение о предоставлении Албании льготного кредита в 6 млн долларов. Также советское руководство приняло решение бесплатно обеспечить вооружением албанскую армию. 11 августа 1947 года правительство СССР наградило Энвера Ходжу полководческим Орденом Суворова I степени.

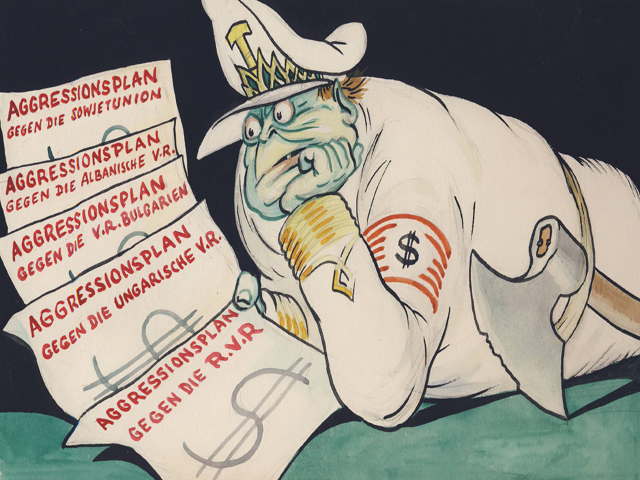
Восточногерманская карикатура на Тито, который держит в руках 5 «агрессивных» планов нападения на СССР, Албанию, Болгарию, Венгрию и Румынию (1951 год)

Налаживание отношений между Албанией и Советским Союзом вызвало обеспокоенность в Белграде. В самой Албании в руководстве Коммунистической партии на то время сформировались две противоборствующие фракции — про- и антиюгославская. Проюгославскую группировку, целью которой было устранить Энвера Ходжу от руководства партией и включить Албанию в Югославскую федерацию как седьмую республику, возглавлял Кочи Дзодзе. В свою очередь Энвер Ходжа пытался освободиться от югославского доминирования над Албанией. Этому способствовал советско-югославский раскол 1948 года. В середине апреля 1948 года албанское руководство получило от ЦК ВКП(б) письмо, подписанного 27 марта, с обвинениями лидеров Коммунистической партии Югославии в антисоветских действиях, оппортунизме и ревизионизме. В конфликте Сталин — Тито Энвер Ходжа, как глава антиюгославской группировки, поддержал советского руководителя. Албания первой поддержала резолюцию Коминформа «О положении в Компартии Югославии», в которой югославское руководство во главе с Брозом Тито обвинялось в национализме и попытке реставрации капитализма. 1 июля 1948 года албанское правительство объявило о высылке из страны югославских советников и об отмене всех договоров и соглашений с Югославией, за исключением Договора о дружбе, сотрудничестве и взаимопомощи, который впоследствии аннулировала Югославия 12 ноября 1949 года. Энвер Ходжа с одобрения Сталина, провёл в партии чистку среди «титовцев», в ходе которой Кочи Дзодзе был казнён в июне 1949 года. В ноябре 1950 года Албания разорвала дипломатические отношения с Югославией.
С момента албано-югославского раскола отношения между Советским Союзом и Албанией начали укрепляться и расширяться. На начало 1949 года Албания из приближённой к Югославии страны превратилась в настоящего сателлита Советского Союза. 22 февраля 1949 года Албания присоединилась к Совету экономической взаимопомощи, который за месяц до этого основали СССР и ещё 5 стран соцлагеря. Благодаря помощи Советского Союза в Албании создавалась собственная промышленная база — СССР поставлял машины и оборудования, строились современные промышленные предприятия, большое количество советских специалистов работало в Албании. В 1952 году на острове Сазани возле албанского портового города Влёры СССР построил базу для собственных подводных лодок. 3 августа 1953 года достигнуто соглашение о преобразовании советской миссии в Тиране в посольство. Албания вместе с СССР и ещё 6 европейскими социалистическими странами 14 мая 1955 года подписала Договор «О дружбе, сотрудничестве и взаимопомощи», согласно которому основывался военный союз государств Восточного блока.

### После 5 марта 1953 года
Отношения между СССР и Албанией оставались тесными до 5 марта 1953 года, дня, когда умер Иосиф Сталин. Это была невосполнимая потеря для албанского руководства — начинался период угасания дружеских отношений с могущественным государством. В Албании по приказу Генерального секретаря ЦК АПТ Энвера Ходжи всё население Тираны было собрано на самой большой площади столицы, где албанский руководитель заставил всех встать на колени и дать клятву вечной верности и благодарности их «великому освободителю», которому албанский народ был обязан всем.

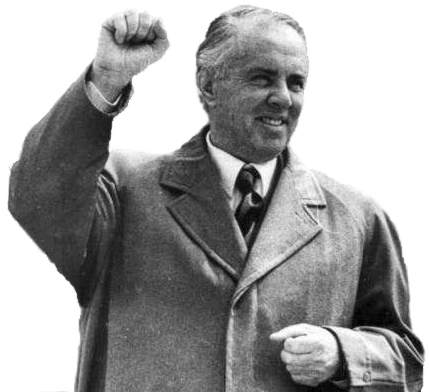
Энвер Ходжа

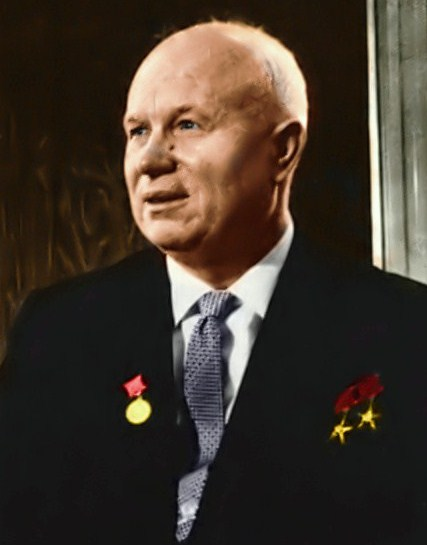
Никита Хрущёв

В июне 1953 года с целью получения кредита экономического и военного характера в Москву прибыла албанская партийно-правительственная делегация во главе с Энвером Ходжой. Состоялась встреча Ходжи с новым советским руководством, возглавляемым Маленковым, на которой впервые стороны не достигли взаимопонимания. Албанцам отказали в помощи в том объёме, который они просили. Через год, в июне 1954 года, Энвер Ходжа вместе с заместителем премьер-министра Хюсни Капо приехали в Москву для решения с советскими руководителями албанских экономических проблем. Состоялась первая встреча на высшем официальном уровне Ходжи с Никитой Хрущёвым, который в сентябре 1953 года занял пост Первого секретаря Центрального Комитета КПСС. Во время обсуждения вопросов Хрущёв уделил внимание роли партии и принципам избрания её руководителя. В высказываниях Хрущёва Ходжа увидел скрытое намерение советского лидера отстранить «сталинских» партийных руководителей в странах Восточного блока. Выполняя указания Хрущёва и используя советский «опыт» коллегиального управления страной, XI пленум ЦК АПТ (12 июля 1954 года) принял решение «упразднить должность Генерального секретаря партии как ненужную и лишнюю и создать должность Первого секретаря Центрального Комитета». На старой должности с новым названием остался Энвер Ходжа, но по собственному желанию он был освобождён от исполнения функций Председателя Совета Министров.
В первые послесталинские годы в ответ на советское давление на восточноевропейские страны с целью проведения экономических и политических реформ, Албания проявила некоторую готовность улучшить отношения с Югославией, вслед за Советским Союзом. 21 декабря 1953 года Албания восстановила дипломатические отношения с Югославией, разорванные в ноябре 1950 года.

## Начало раскола (1955—1958)

### Примирение СССР с Югославией
4 июня 1954 года Хрущёв подписал письмо, которое советское руководство разослало центральным комитетам коммунистических партий стран Восточного блока. Только 8 июня это письмо получил Энвер Ходжа, который в то время находился с делегацией в Москве. В письме была подвергнута критике резолюция Коминформа 1948 года, которая осуждала руководство Югославии. Хрущёв считал, что причиной откола Югославии от социалистического лагеря была позиция, которую заняло международное коммунистическое движение относительно Коммунистической партии Югославии. Именно это побудило «правящие круги Югославии сблизиться с США и с Англией», заключить «военно-политическое соглашение с Грецией и Турцией», пойти на «ряд серьёзных уступок перед капитализмом», взять курс на «реставрацию капитализма» и т. п. Ходжа не согласился с точкой зрения советского лидера — по его мнению «даже в случае, если бы югославское руководство, как утверждал Хрущёв, был осуждено незаслуженно в 1949 году, ничто не позволяло и не оправдывало бы его переход в объятия империализма».
16 мая 1955 года начался визит Хрущёва, Булганина и Микояна в югославскую столицу Белград с целью окончательного примирения с Иосипом Брозом Тито. За два дня до отъезда советской делегации из Москвы албанские коммунисты получили письмо от ЦК КПСС, в котором сообщалось, что Хрущёв решил отменить как несправедливую резолюцию Информационного бюро от ноября 1949 года об осуждении югославского руководства и разместить коммюнике в печатном органе бюро «За прочный мир, за народную демократию!». В коммюнике отмечалось бы, что партии — члены Информбюро якобы снова рассмотрели вопрос о третьей резолюции Коминформа по поводу югославской проблемы и отменили эту резолюцию. 25 мая ЦК АПТ направил письмо свои советским коллегам, где выразил протест относительно одностороннего решения КПСС без проведения обсуждения и согласования с другими коммунистическими партиями. 2 июня в последний день визита советской делегации в Югославию Хрущёв и Тито подписали общее заявление о примирении между двумя странами. Визит Хрущёва в Белград стал вызовом всем просталинским фракциям в коммунистическом мире. Албания оказалась единственной страной Восточного блока, которая не поддержала восстановления статуса Тито как равноправного члена международного коммунистического движения.

### XX съезд КПСС

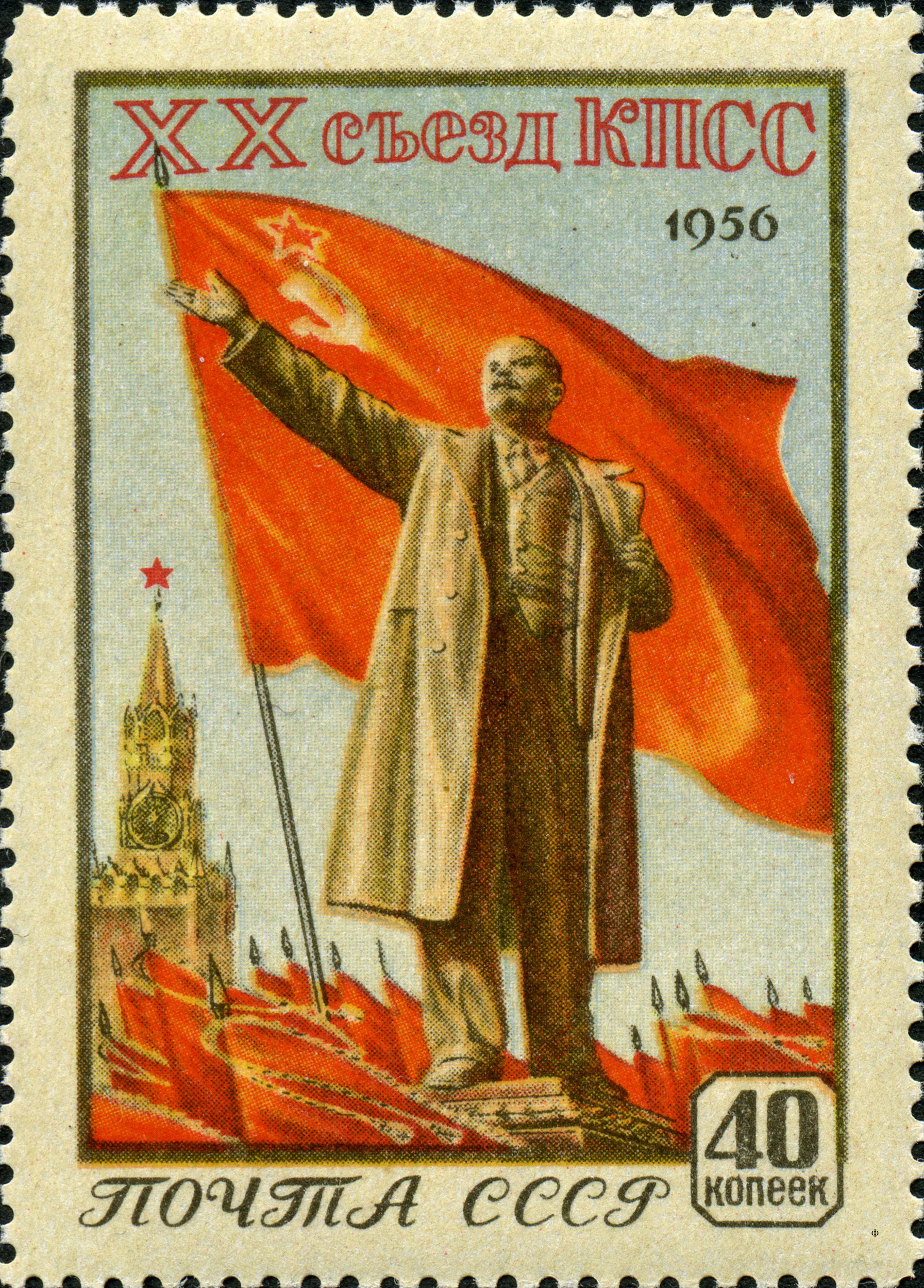
Почтовая марка, посвящённая XX съезду КПСС

14—25 февраля 1956 года в Москве проходил XX съезд Коммунистической партии Советского Союза. В отчётном докладе Первого секретаря ЦК КПСС Н. С. Хрущёва заметное место занимало объявление перехода к политике мирного сосуществования государств с различным социальным строем, укрепление сотрудничества восток — запад против угрозы ядерной войны. Те, кто называли себя противниками ревизионизма, считали, что Хрущёв таким образом отказывается от международной классовой борьбы ради разделения мира на сферы влияния между СССР и США. Албанская партия труда выразила официально свою позицию, что задекларированная на съезде Хрущёвым новая международная политика КПСС противоречит ленинскому учению, согласно которому основным принципом внешней политики социалистической страны и коммунистической партии является пролетарский интернационализм.
В последний день работы съезда, 25 февраля, Никита Хрущёв на закрытом заседании выступил с «секретным докладом» «О культе личности и его последствиях». Приглашённые на съезд представители зарубежных коммунистических партий не принимали участия в закрытом заседании. В докладе Хрущёв осудил культ личности Иосифа Сталина и массовый террор, который происходил в СССР во второй половине 1930-х — начале 1950-х годов, и вина за который была возложена на Сталина. Энвер Ходжа был недоволен ходом событий, произошедших во время XX съезда КПСС. Он расценил речь Хрущёва как идеологическую базу для ревизионистского движения, которое могло повлиять на весь коммунистический мир.

### III съезд АПТ
Не все албанские коммунисты поддерживали официальную позицию ЦК АПТ относительно идей, прозвучавших на XX съезде КПСС. В апреле 1956 года в Тиране прошла предсъездная конференция Албанской партии труда, на которой некоторые делегаты, вдохновлённые событиями, происходившими в СССР, начали критиковать руководство партии. Несколько делегатов требовали, чтобы основными темами дискуссии стали: XX съезд КПСС; культ личности; дело Кочи Дзодзе, сторонника Югославии, казнённого в 1949 году; отношения с Югославией; партийная демократия; условия жизни населения. Энвер Ходжа не проигнорировал замечания, но настоял на принятии резолюции, в которой высказывалось доверие его управлению партией. После окончания конференции все делегаты, выступившие против Ходжи, были исключены из АПТ и арестованы.
Через месяц после конференции состоялся III съезд албанских коммунистов (25 мая — 3 июня 1956 года). На нём отсутствовала открытая критика доклада Хрущёва на XX съезде КПСС, но определялось, что Албанская партия труда продолжит неизменным свой марксистско-ленинский курс, а также подчёркивалась полная солидарность партии и народа Албании с политической линией XX съезда КПСС по всем вопросам внешней и внутренней политики. Таким образом отбрасывалась предложенная Хрущёвым политика десталинизации. На съезде делегаты выбрали ЦК и Политбюро, которые состояли из убеждённых сторонников Энвера Ходжи. Публичным вызовом Советского Союза стал отказ на съезде реабилитировать Кочи Дзодзе и других связанных с ним лиц, поддерживавших сближение с Югославией: «обвинения против Кочи Дзодзе и его сообщников вполне обоснованы, и осуждение их нашей партией и государством было абсолютно справедливым». Окончательные решения съезд АПТ принимал в то время, когда начинался дружественный визит Тито в СССР (1—23 июня 1956 года), вызвавший только недовольство среди руководства Албанской партии труда. Албания оставалась на непримиримых позициях по отношению к Югославии.

### Венгерские события 1956 года
В связи с событиями во время венгерской революции в октябре — ноябре 1956 года в отношениях между СССР и Югославией возникли трения, поскольку последняя поддержала восставших. На этом фоне отношения между Албанией и Советским Союзом несколько улучшились. 8 ноября 1956 года в газете «Правда» появилась статья Энвера Ходжи, посвящённая 15-летию АПТ. В статье без упоминания имени Тито содержалось осуждение его влияния на венгерские события. Через три дня, 11 ноября, в речи Тито в Пуле прозвучали выпады в ответ, но уже личного характера, против албанского руководителя. Тито назвал Ходжу начинающим марксистом, который кроме слова «марксизм-ленинизм» ничего другого не знает. Статьёй в «Правде» от 23 ноября советское руководство стало на сторону албанской компартии, критикуя позицию югославского лидера.

### Албания — Китай
С 13 сентября по 3 октября 1956 года Энвер Ходжа во главе албанской делегации посетил Китай для участия в VIII съезде КПК. Ходжа возлагал большие надежды на встречу с китайским лидером Мао Цзэдуном, намереваясь получить значимую поддержку со стороны китайцев, чтобы ослабить советское давление на Албанию. Доказательством успеха проведённых переговоров является рост в 1957 году китайской помощи до 21,6 % от общего пассива в торговом балансе Албании, тогда как в 1955 году эта сумма составляла всего 4,2 %.
Пытаясь противодействовать усилению влияния Китая, Советский Союз со своей стороны увеличил помощь Албании. С 1 января 1957 года Албания получила кредит в размере 18,5 млн долларов. В ноябре 1957 года СССР предоставил Албании кредиты на сумму 75 млн долларов для финансирования третьего пятилетнего плана (1961—1965 годы) и 8,75 млн долларов для албанской нефтяной промышленности. В дополнение Советский Союз списал албанские долги в 105 млн долларов, которые накопились за период 1949—1957 года. Но эти усилия экономическим путём заставить албанское руководство изменить свой независимый курс не увенчались успехом. Несмотря на щедрость Хрущёва, Албания продолжила постепенно укреплять отношения с Китаем.

### III пленум ЦК АПТ
13 февраля 1957 года в докладе на III пленуме ЦК АПТ Ходжа, защищая «достижения» сталинизма, подверг беспощадной критике «югославский ревизионизм», причём в выражениях содержался прямой намёк на советское руководство: «Ярая кампания, развёрнутая империалистами и ревизионистами против марксизма-ленинизма и коммунизма, прикрывается ширмой борьбы со „сталинизмом“. Сразу же после XX съезда КПСС враги невероятно раздули „ошибки“ Сталина и раструбили о них на весь мир для того, чтобы дискредитировать социалистические государства, коммунистические партии и их руководителей, внести идеологический разброд и раскол в международное коммунистическое движение». Ходжа считал, что прикрываясь флагом борьбы со «сталинизмом», югославские руководители и все ревизионисты пытаются свести счёты со своими противниками. С этого момента руководство АПТ начинает постепенно восстанавливать оценки деятельности И. В. Сталина. Сначала этот процесс шёл в соответствии с тенденциями, наметившимися в СССР, а затем стал развиваться опережающими темпами.
Советское руководство расценило выступление Ходжи как завуалированный отказ внедрять в Албании политику десталинизации. Никита Хрущёв пригласил албанского лидера в апреле 1957 года посетить СССР для проведения консультаций. Во время встречи 15 апреля в Москве Хрущёв призвал Ходжу улучшить отношения с Югославией и реабилитировать бывших членов албанской компартии, которых лишили членства в АПТ за поддержку Югославии и решений XX съезда КПСС. Ходжа отказался идти на уступки югославскому руководству, на что Хрущёв заметил: «По-вашему, мы должны вернуться к деяниям Сталина…? …Вы подобно Сталину, который убивал людей». Ходжа ответил: «Сталин убивал предателей, мы также именно их убиваем».

### Московское совещание 1957 года
В 1957 году отношения между Советским Союзом и Югославией ухудшились в связи с отказом Тито принять участие в Совещании представителей коммунистических и рабочих партий социалистических стран (14—16 ноября 1957 года), на котором планировалось утвердить генеральную линию в международном коммунистическом движении. Вместо себя Тито направил в Москву на Совещание заместителя председателя правительства Эдварда Карделя. Хрущёв пытался сохранить единство социалистических стран и коммунистических партий, поэтому пошёл на компромисс — в разработке проекта декларации Совещания вместе с представителями КПСС и просоветских партий приняли участие албанская и китайская делегации. Декларация оказалась неоднозначной — вместе с такой точкой зрения албанских и китайских коммунистов, что «на современном этапе важное значение приобретает усиление борьбы против оппортунистических течений в рабочем и коммунистическом движении, …преодоление ревизионизма …в рядах коммунистических и рабочих партий», существовал советский тезис, что «исторические решения XX съезда КПСС …положили начало новому этапу в международном коммунистическом движении». Среди присутствующих на Совещании делегатов только югославский представитель отказался подписать заключительную декларацию, поскольку в ней Советский Союз признавался лидером международного коммунистического движения, нарушая принцип полицентризма. Это возмутило Хрущёва, которого в этом вопросе поддерживал на тот момент даже Мао Цзэдун. Охлаждение отношений между Югославией и СССР имело позитивное значение для Албании — уменьшалась угроза введения Хрущёвым новых мер против Албании ради умиротворения Тито.

## Углубление раскола

### Период после III съезда АПТ
Период после III съезда АПТ не принёс ничего принципиально нового для Албании и её внешнеполитической ориентации. Дружба и сотрудничество с социалистическими странами и в первую очередь с Советским Союзом продолжала быть краеугольным камнем политики АПТ. Албания активно участвовала в работе СЭВ и Политического консультативного комитета стран—участниц Варшавского Договора. Основным внешним фактором, способствовавшим развитию албанской экономики, по-прежнему являлась помощь кредитами со стороны СССР. Так, 24 ноября 1957 года в Москве состоялось подписание советско-албанского соглашения о предоставлении НРА дополнительного долгосрочного кредита в 160 млн рублей на развитие промышленности и сельского хозяйства в 1957—1960 годах. В декабре 1958 года во время визита в СССР партийно-правительственной делегацией НРА во главе с Энвером Ходжой и Мехметом Шеху обсуждались вопросы дальнейшего развития экономического сотрудничества между СССР и НРА и оказания помощи последней в выполнении третьего пятилетнего плана на 1961—1965 годы. А всего за период с 1957 по 1959 годы между Советским Союзом и НРА были заключены соглашения о предоставлении долгосрочных кредитов на общую сумму 526 млн рублей.
Научно-техническое сотрудничество со странами социалистического содружества позволило значительно расширить внешнеполитические связи Албании. Она экспортировала главным образом хромовую и железную руду, нефть, битум, черновую медь, фанеру, табак и табачные изделия, кожсырьё, маслины, фруктовые и рыбные консервы. Основное место в импорте занимали оборудование для нефтяной и горной промышленности, электроматериалы, автомашины, тракторы, сельхозмашины, химические товары и другие промышленные изделия, зерно.

### Апельсины вместо зерна

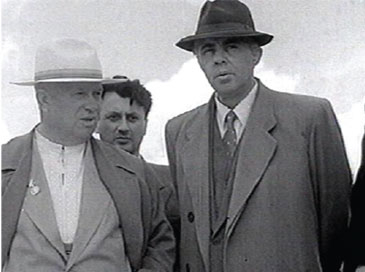
Энвер Ходжа и Никита Хрущёв

В конце 1958 года Советский Союз среди членов СЭВ начал внедрять так называемый «международное социалистическое разделение труда», в котором Албании отводилась функция поставщика другим странам — участницам СЭВ сельскохозяйственной продукции и минерального сырья. 25 мая 1959 года Хрущёв прилетел в Албанию с официальным визитом, во время которого между лидерами стран среди прочего также рассматривались вопросы экономического сотрудничества. Хрущёв предложил албанской стороне вместо индустриализации собственной экономики и расширения нефтяной промышленности сосредоточиться на выращивании цитрусовых. По мнению советского лидера, Албания должна была выращивать апельсины на экспорт, а не производить зерно, которым Советский Союз мог полностью обеспечить Албанию. Хрущёв, по словам Ходжи, якобы сказал: «Не беспокойтесь о хлебе, сажайте цитрусовые, ибо столько хлеба, сколько нужно Албании, у нас съедают крысы в зернохранилищах».
На протяжении одиннадцатидневного визита Хрущёв вместе с Энвером Ходжой совершил путешествие по стране. Делегация прибыла на место археологических раскопок в Бутринти, к которому накануне была специально проложена асфальтированная дорога. Осматривая местные достопримечательности, Хрущёв, пренебрежительно относясь к историческим находкам, сказал Министру обороны СССР Малиновскому, сопровождавшему его: «Посмотри, какое здесь чудо! Выкопаем и выкинем в море всю эту мертвечину [археологические объекты Бутринти]. Можно построить идеальную базу для наших подводных лодок. У нас будет идеальная и самая надёжная в Средиземноморье база. Отсюда можно все парализовать и атаковать». Двумя днями позже Хрущёв посетил советскую военно-морскую базу в Паша-Лимане (неподалёку Влёры), где он снова высказался в подобном духе: «Какая надёжная бухта у подножия этих гор! Если разместить здесь мощный флот, всё Средиземное море от Босфора до Гибралтара будет в наших руках!».
Поучения Хрущёва, в каком направлении надо развивать экономику, вызвало у принимающей стороны, и прежде всего у Ходжи, только раздражение. Визит завершился 4 июня, на два дня раньше, чем было запланировано.

### Встреча Хрущёва с Венизелосом
В начале июня 1960 года в Москве Хрущёв встретился с бывшим премьер-министром Греции, левым политиком Софоклисом Венизелосом. Во время беседы рассматривалась тема культурной автономии для греческого меньшинства на юге Албании (Северный Эпир). Хрущёв с целью разозлить Энвера Ходжу на фоне напряжённых албано-греческих отношений согласился с необходимостью образования греческой автономии для развития языка и культуры и пообещал обсудить этот вопрос с Ходжой на бухарестской встрече, которая должна была пройти в конце июня того же года.

### Бухарестское совещание

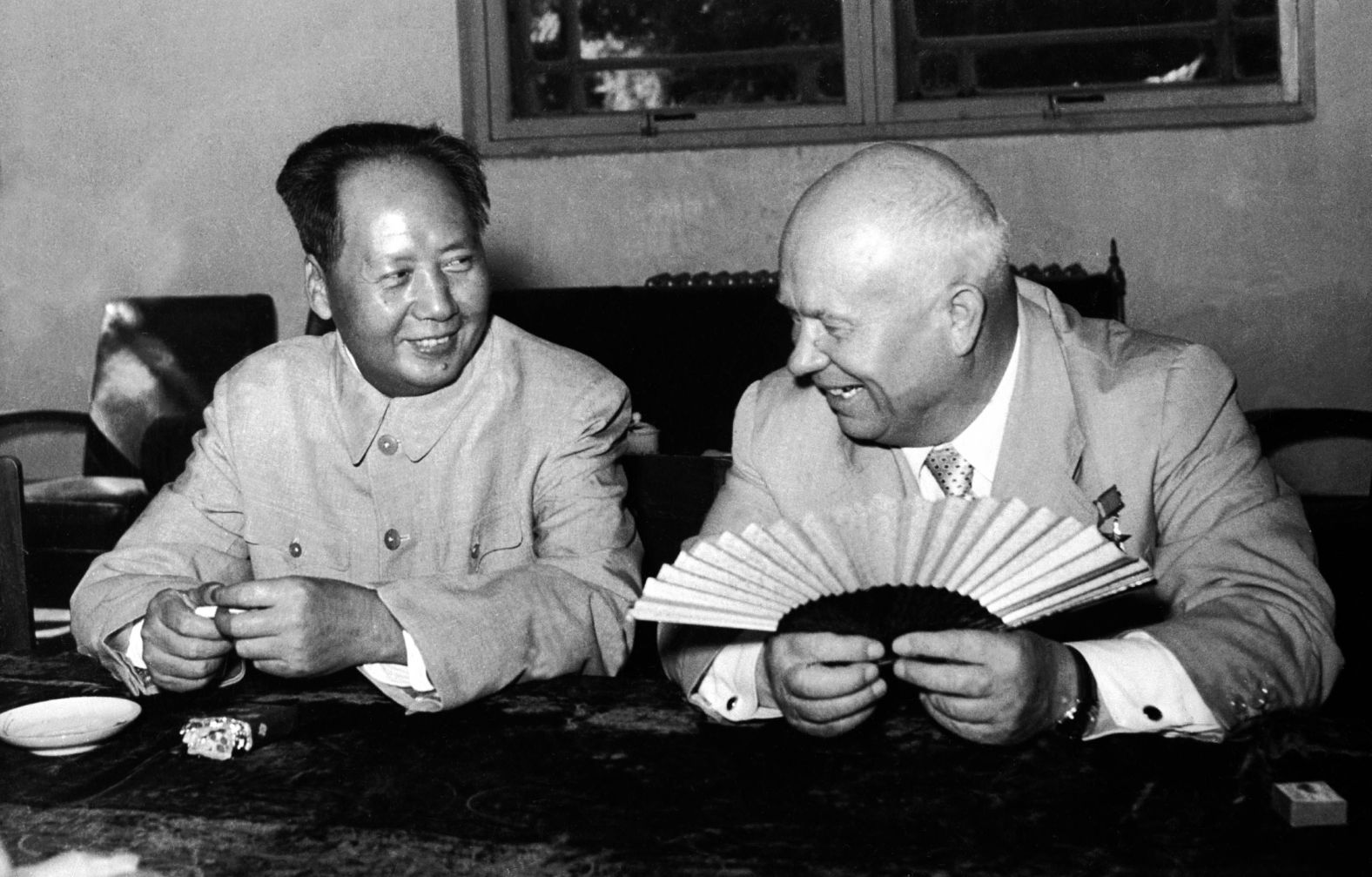
Мао Цзэдун и Никита Хрущёв

В апреле 1960 года в Китае вышел сборник статей под названием «Да здравствует ленинизм!», в котором китайские руководители открыто заявили о наличии разногласий с советской позицией в вопросах стратегии и тактики международного коммунистического движения. ЦК КПСС до июня 1960 года не поднимал вопрос о содержании сборника, считая, что идеологические разногласия нужно рассматривать во время встреч руководящих деятелей обеих партий.

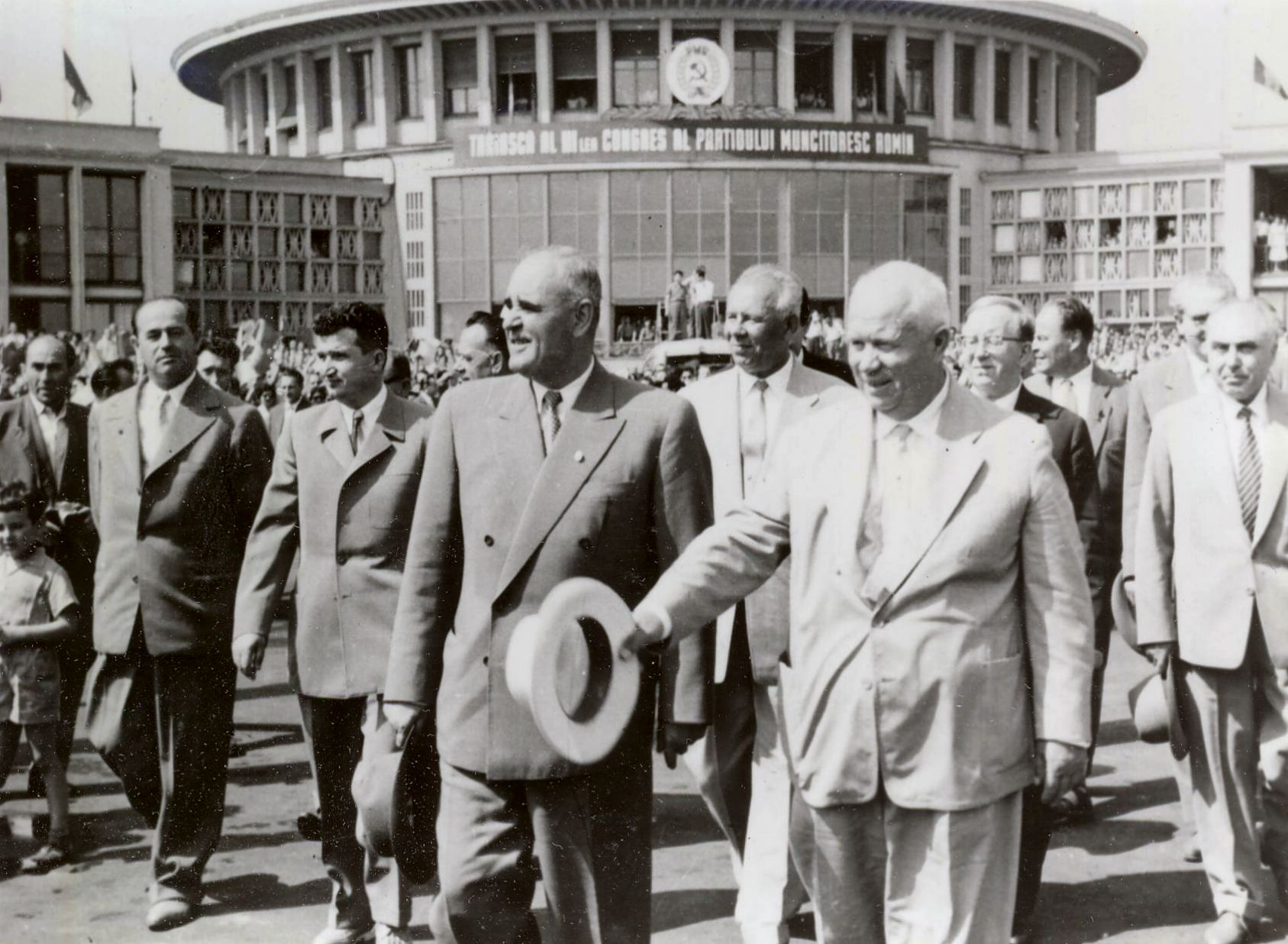
Георге Георгиу-Деж провожает Никиту Хрущёва после завершения III съезда РРП (Бухарест, июнь 1960 года). На заднем плане второй слева — Николае Чаушеску

24 июня 1960 года открылось Бухарестское совещание коммунистических и рабочих партий социалистических стран, проходившее в рамках III (VIII) съезда Румынской рабочей партии (20—25 июня). Заявленная цель конференции заключалась в установлении даты и места созыва предстоящего совещания компартий всего мира. Рассматривалась только возможность проведения обмена мнениями, не принимая никаких заключительных деклараций. Но ещё 21 июня ЦК КПСС разослал компартиям информационную записку, в которой назвал теоретические взгляды китайских коммунистов ложными и вредными. Стало очевидным, что Бухарестское совещание превратится в обсуждение вопроса о разногласиях, которые возникали между Советским Союзом и Китаем. Энвер Ходжа, понимая настоящую цель конференции, отказался ехать в Бухарест. Албанию на съезде представляло только «третье лицо» в государственной иерархии, член Политбюро ЦК АПТ Хюсни Капо.
Как и предполагалось, 24—26 июня состоялось два совещания: первое — среди представителей компартий стран соцлагеря, второе — более представительное совещание, где собрались главы делегаций всех коммунистических и рабочих партий, принимавших участие в работе съезда румынских коммунистов. На всех совещаниях Хрущёв выступал с осуждением китайских коллег. Советский лидер, называя поведение Мао Цзэдуна сталинским, критиковал его интерпретацию марксизма-ленинизма за якобы отрыв теории от реалий современного мира. Все делегаты, кроме албанского, поддержали Хрущёва. Только Хюсни Капо, руководствуясь инструкциями, которые он ежедневно получал из Тираны от Ходжи, выступил в защиту китайских коммунистов и высказался против продления собрания с такой темой обсуждения.

### Экономическое давление на Албанию
После завершения Бухарестского совещания для Хрущёва стало понятным, что уговорами он не вернёт на свою сторону албанское руководство, поэтому необходимо переходить к более жёстким мерам. Полностью прекращались все поставки от стран — членов Варшавского договора для Албанской народной армии, от еды и одежды до оружия и технического оборудования. В то время, когда Албания испытывала острый недостаток продовольствия, вызванный стихийными бедствиями, Советский Союз сократил поставки зерновых. Албания обратилась к советскому правительству с просьбой предоставить 50 тыс. тонн зерна, но после 45-дневного ожидания получила от СССР только 10 тыс. тонн. Советское правительство согласилось на албанское предложение рассчитаться за зерно золотом. Экономические ограничения, внедрённые СССР против Албании, поддержали другие страны Восточного блока. Албанскому руководству пришлось для обеспечения населения покупать пшеницу за валюту во Франции, оправдываясь тем, что СССР якобы поставляет им только кукурузу для скота. Позже на Московском совещании в ноябре 1960 года Ходжа прокомментировал поведение Хрущёва ностальгическим воспоминанием собственных отношений со Сталиным: «Товарищ Сталин в 1945 году, когда нашему народу угрожал голод, изменил курс пароходов, гружённых зерном, предназначенным для советского народа, у которого в то время хлеба также не было в достатке, и сразу же направил их албанскому народу. Нынешнее же советское руководство позволило себе отвратительные действия».

### Просоветские силы в Албании
Среди членов Албанской партии труда некоторые высокопоставленные чиновники открыто поддерживали Советский Союз. К ним принадлежали член Политбюро ЦК АПТ Лири Белишова и Кочо Ташко, председатель Центральной ревизионной комиссии. Руководство СССР установило тесные контакты с просоветской фракцией в АПТ с целью свержения режима Энвера Ходжи. Группа военных и правительственных чиновников во главе с контр-адмиралом Теме Сейко планировала осуществить в начале осени, накануне IV съезда АПТ, государственный переворот. Но органы госбезопасности разоблачили заговор. 28 июля 1960 года Теме Сейко был арестован и впоследствии казнён. 8 сентября 1960 года XVIII пленум ЦК АПТ снял со всех должностей и исключил из партии Лири Белишову и Кочо Ташко.

### Московское совещание 1960 года
1—21 октября 1960 года в Москве работала подготовительная комиссия по составлению проекта Заявления, которую должно было принять запланированное на ноябрь масштабное Совещание представителей коммунистических и рабочих партий со всего мира. Албанскую рабочую группу в комиссию возглавляли Хюсни Капо и Рамиз Алия. 7 октября Энвер Ходжа отправил Капо письмо, в котором разъяснял стратегию поведения албанской делегации во время работы комиссии: «более настойчиво выступать в защиту Коммунистической партии Китая, потому что, в основном, борьба направлена против неё… Нас они ненавидят так же, как и китайцев, и нет сомнения, что они развернут нападки и на нас, … они считают, что наибольшую опасность для них в потенциальном отношении представляет Коммунистическая партия Китая и поэтому они думают: „Если нам удастся сломить её, то с албанцами дело очень простое“ ... Мы должны показать советским и их сторонникам, что у нас своя, марксистско-ленинская линия, что мы боремся против ревизионистских, правооппортунистических взглядов...».
Совещание представителей коммунистических и рабочих партий проходило в Москве с 10 ноября по 1 декабря 1960 года. В конференции приняли участие делегации 81 партии с пяти континентов мира. Союз коммунистов Югославии отказался прислать своих представителей. Ещё 3 ноября в Москву прибыла делегация Албанской партии труда с Энвером Ходжой во главе. Хюсни Капо и Рамиз Алия, принимавшие участие в работе редакционной комиссии, также вошли в состав делегации. 8 ноября Ходжа узнал о содержании 125-страничного письма, которое 5 ноября ЦК КПСС направил ЦК Компартии Китая. Ходжа обратил внимание, что в письме игнорировалось существование Народной Республики Албании как социалистической страны и опорочивалась Албанская партия труда.
Первым на Совещании выступил Хрущёв. По воспоминаниям Ходжи, он произнёс якобы умеренную, мирную речь, без открытых выпадов, с изысканными фразами, с тем чтобы задать тон совещанию и создать впечатление, что оно должно быть тихим, внушать его участникам, что не следует нападать друг на друга. Ходжа считал, что Хрущёв в своей речи полностью высказал свои ревизионистские взгляды, он атаковал Коммунистическую партию Китая и Албанскую партию труда, как и те, которые последуют за этими партиями, не упоминая при этом имя ни одной из них.
12 ноября албанская делегация встретилась с представителями советского руководства: Н. Хрущёвым, А. Микояном, Ф. Козловым, Ю. Андроповым. В начале беседы Хрущёв и Ходжа начали выяснять между собой, кто из них виноват в ухудшении отношений между советским и албанским правительствами, обвиняя друг друга. Потом темой разговора стала военно-морская база во Влёре. Хрущёв предложил демонтировать базу, что вызвало у Ходжи резкое недовольство. В конце концов беседа завершалась на повышенных тонах. Албанская делегация, прервав разговор, покинула зал заседания, демонстрируя невозможность компромисса с их стороны.
16 ноября Энвер Ходжа от имени ЦК АПТ выступил с трёхчасовой речью на Совещании представителей коммунистических и рабочих партий. Начало его доклада было посвящено борьбе с империализмом и «предателями марксизма-ленинизма, империалистическими агентами и интриганами вроде Иосипа Броза Тито». Постепенно Ходжа перешёл к открытой критике действий советского руководства и в первую очередь Хрущёва, начиная с XX съезда КПСС и заканчивая Бухарестским совещанием. Ходжа в докладе детально вспомнил политическое и экономическое давление Хрущёва на албанское правительство членов партии труда после конференции в Бухаресте. Речь Ходжи вызвала недовольство среди делегаций других партий — её называли «позорной, отвратительной, преступной, недружественной» и даже «инфантильной».
Позицию Китая резюмировал делегат от КПК Дэн Сяопин: «не существует лучшей или худшей партии в международном коммунистическом движении. Китай не признаёт Советский Союз или любую другую партию как лидера международного коммунистического движения, каждая партия полностью независимая».
После своего выступления Энвер Ходжа вместе с Мехметом Шеху оставили предоставленную им принимающей стороной резиденцию и переехали в албанское посольство в Москве. Ходжа вспоминал, что когда пришло время их отъезда, они отказались отправиться на самолёте, опасаясь что при перелёте проще организовать какой либо «несчастный случай». Хюсни и Рамиз остались ещё в Москве, они должны были подписать заявление, тогда как Ходжа с Мехметом поездом выехали из Советского Союза. Они прибыли в Австрию, а оттуда поездом через Италию доехали до Бари, потом на албанском самолёте вернулись в Тирану и пошли прямо на приём, устроенный по случаю праздников 28-29 ноября.
19 декабря на XXI пленуме ЦК АПТ Ходжа выступил с докладом «О Совещании представителей коммунистических и рабочих партий, состоявшемся в Москве в ноябре 1960 г.», отметив взаимную поддержку друг друга Албании и Китая на конференциях в Бухаресте и Москве и добавив: «Наша партия и дальше будет укреплять связи и дружбу с Коммунистической партией Китая и великим китайским народом, всегда придерживаясь учения марксизма-ленинизма и правильной линии, неуклонно проводимой Центральным Комитетом нашей партии».

## Кульминация (1961 год)

### Январь-февраль 1961 года
В начале января 1961 года советское руководство в одностороннем порядке потребовало от албанских коллег пересмотра предварительно утверждённых экономических соглашений на период 1959—1965 годов. Для этого предлагалось Энверу Ходже приехать в Москву для встречи с Никитой Хрущёвым — «экономические вопросы, которые, как известно, непосредственно связаны с нормализацией отношений, могут быть обсуждены при условиях, что сложились, только на высшем партийном и правительственном уровнях». Албанская сторона же считала, что для подписания соглашения об особенном кредите для приобретения сельскохозяйственных машин и химических удобрений, а также соглашения о товарообмене по клирингу на период 1961—1965 годов, достаточно уровня заместителя премьер-министра. ЦК АПТ в своём письме к ЦК КПСС от 14 января прокомментировал требования советского руководства: «Смешивая государственные отношения с межпартийными отношениями, советское правительство … стремится навязать Албанской партии труда свою волю и заставить её направить главного представителя партии для переговоров по этим вопросам. На наш взгляд вопросы, поднятые советским правительством, … можно считать экономическим давлением, оказываемым на наше государство и на Албанскую партию труда накануне её IV съезда, чтобы создать её экономические и прочие сложности».
20 января правительство СССР приняло решение отозвать в течение 7—10 дней всех советских специалистов, работающих в нефтяной промышленности Албании, по причине окончания действия соглашения от 22 ноября 1957 года.
13—20 февраля 1961 года в Тиране албанские коммунисты провели свой IV партийный съезд. Форум оказался последним съездом, в котором приняли участие делегации компартий Советского Союза и других социалистических стран Восточной Европы. Советскую делегацию возглавлял П. Н. Поспелов, кандидат в члены Президиума ЦК КПСС. Делегаты от КПСС, в отличие от китайских, были встречены албанскими коллегами достаточно прохладно. Основные директивы по Третьему пятилетнему плану (1961—1965 годы), которые принял съезд, продемонстрировал отказ албанского правительства прислушиваться к советам советского руководства. Вместо вложения инвестиций в развитие сельского хозяйства, на чём настаивал Хрущёв, по совету китайских коллег Албания запланировала масштабный подъём промышленности. Уже в последний день работы съезда, 20 февраля 1961 года, Советский Союз предупредил, что непрерывный албанский критицизм может привести к тяжёлым последствиям для страны. Несколько дней спустя Хрущёв пригрозил прекратить экономическую помощь, если Албания не изменит своей позиции. Раньше для выполнения планов третьей пятилетки СССР пообещал Албании предоставить 132 млн долларов кредита. Хрущёва поддержал Антонин Новотный, Президент Чехословакии — крупнейшей после Советского Союза страны-донора Албании.

### События вокруг базы во Влёре
В марте 1961 года Албания не получила приглашения принять участие в совещании Политического консультативного комитета стран-участниц Варшавского договора (28—29 марта 1961 года). На совещании было принято решение о передаче военно-морской базы во Влёре в непосредственное подчинение главнокомандующему Объединёнными вооружёнными силами Варшавского договора маршалу А. А. Гречко. Албанская сторона оценила принятое решение как нарушение албано-советских соглашений, подписанных в сентябре 1957 года и мае 1959 года. 5 апреля 1961 года в письме, адресованном правительствам стран-членов Варшавского пакта, албанское руководство решительно выразило свою безоговорочную точку зрения — территория базы во Влёре принадлежит Албании, а всё военно-морское имущество на базе должно быть передано албанцам. Для решения споров в Тирану прибыли заместитель министра иностранных дел СССР Н. П. Фирюбин вместе с первым заместителем начальника генштаба ВС СССР генералом армии А. И. Антоновым и заместителем начальника Главного штаба ВМФ СССР адмиралом Н. Д. Сергеевым. Албанская сторона заявила, что не признаёт решения командования Варшавского договора относительно военно-морской базы. Советская делегация, не достигнув поставленной цели, покинула переговоры. Как вспоминал Энвер Ходжа, в конце мая «в Тирану прибыл командующий Черноморским флотом, адмирал Касатонов, с заданием забрать не только 8 подводных лодок и плавучую базу, которые обслуживали советские экипажи и которые также были собственностью албанского государства, а и раньше принятые нами подводные лодки. Мы решительно заявили ему: или в соответствии с соглашением отдайте нам подводные лодки, или за короткий срок … немедленно идите из залива только с подводными лодками, которые обслуживаются вашими экипажами». Адмирал В. А. Касатонов приказал немедленно начать подготовку к перебазированию в Севастополь и Балтийское море. 4 июня 1961 года 8 подводных лодок и плавучая база «Виктор Котельников» взяли курс на новые места базирования. Во Влёре осталось 4 субмарины, экипажи которых составляли только албанцы.
В то же время прекратилась подготовка всех албанских офицеров и курсантов в военных академиях и училищах Советского Союза.

### Советские специалисты покидают Албанию
23 апреля 1961 года в Пекине делегации Китайской Народной Республики и Народной Республики Албания подписали три документа: протокол о поставках Китаем комплектного оборудования и о предоставлении технической помощи в сооружении 25 промышленных предприятий в Албании; протокол об условиях обмена специалистами; протокол об использовании китайского кредита, договорённость о предоставлении которого было достигнута 2 февраля 1961 года. Албанская пропаганда утверждала, что одноразовая китайская помощь больше, чем все предыдущие советские кредиты.
25 апреля, в тот же день, когда сообщение о результатах пекинской встречи появилось в печатном органе ЦК АПТ «Зери и популлит», все советские специалисты получили приказ немедленно покинуть Албанию.
26 апреля советское правительство прислало кабинету министров Албании письмо, подписанное первым заместителем Председателя Совета Министров СССР А. Н. Косыгиным, в котором предупредило, что «…албанские лидеры дальше могут не рассчитывать на то, что Советский Союз будет предоставлять им помощь на бывшей основе, помощь, на которую имеют право только настоящие друзья и братья. Советский Союз продолжает считать необходимым строить свои отношения с Албанией на новой основе, учитывая недружественную политику, которую её лидеры проводят в отношении Советского Союза и других социалистических стран». Все экономические соглашения с НРА правительство СССР отменило.
26—27 апреля 1961 года советские специалисты окончательно прекратили работы по строительству грандиозного Дворца культуры в Тиране, который советское руководство планировало подарить албанским коммунистам. Символический первый камень сооружения заложил во время своего визита Никита Хрущёв в 1959 году. Груз строительных материалов для дворца, что уже прибыл 13 апреля 1961 года в албанский порт Дуррес, отправили назад в СССР под предлогом, что материалы загрузили ошибочно, и они не предназначались для Албании.
Также под нажимом хрущёвского руководства уже в начале 1961 года все социалистические страны, кроме Венгрии, заморозили предоставленные ими ранее кредиты и пошли на ограничение экономического сотрудничества с Албанией.

### Август — сентябрь 1961 года
После Московского совещания в ноябре 1960 года Энвер Ходжа больше не приезжал в Советский Союз, а партийные и правительственные делегации Албании на совещаниях возглавляли представители среднего звена государственного руководства. Когда на Совещание первых секретарей Центральных Комитетов коммунистических и рабочих партий стран-участниц Варшавского договора (3—5 августа 1961 года), на котором должен был решаться вопрос о сооружении Берлинской стены, прибыла албанская делегация во главе с членом Политбюро ЦК АПТ Рамизом Алией, Хрущёв заметил: «А потом Ходжа пришлёт свои штаны и скажет: мои штаны представляют меня» и не разрешил албанцам принимать участие в заседаниях.
Согласно договору, подписанным правительствами двух стран ещё 5 июля 1952 года, Советский Союз оплачивал 60 % стоимости обучения и содержания албанских студентов, остальные расходы компенсировало албанское правительство. 16 марта 1960 года правительство СССР заявило о намерении пересмотреть это соглашение, но, услышав возражения с албанской стороны и не желая обострять отношения накануне важного Бухарестского совещания, 6 июня 1960 года отозвало своё предложение. В 1961 году ситуация кардинально изменилась. 26 августа, за пять дней до начала нового учебного года, советское правительство распространило на албанцев общее для всех европейских социалистических стран правило — иностранных студентов обеспечивает стипендией собственное государство. Албанским студентам и аспирантам определили крайний срок — до октября, чтобы они покинули Советский Союз.
В сентябре 1961 года албанское руководство решило не направлять делегацию на очередную сессию СЭВ по тому поводу, что под влиянием Советского Союза страны-члены СЭВ прекратили сотрудничество с Албанией в производстве и научной деятельности.

### XXII съезд КПСС

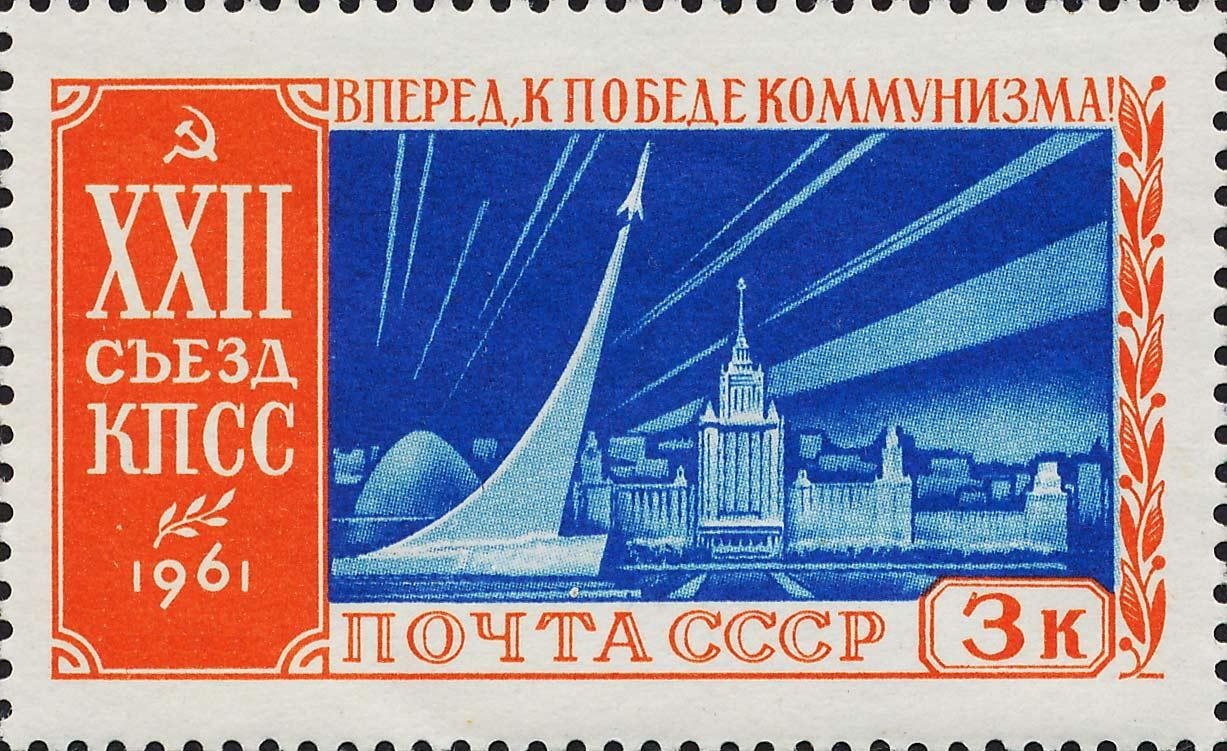
Почтовая марка, посвящённая XXII съезду КПСС

На XXII съезде КПСС, проходившем в Москве с 17 по 31 октября 1961 года, Никита Хрущёв перед делегатами и представителями иностранных партий открыто заявил о наличии и сути противоречий между руководством СССР и НРА. В первый день работы съезда на вечернем заседании в отчётном докладе в части, посвящённой преодолению последствий культа Сталина, Хрущёв начал критику Энвера Ходжи и возглавляемой им Албанской партии труда. Далее Хрущёв вспомнил о хороших отношениях между двумя странами и их руководящими партиями до недавнего времени, о помощи, которую оказывал СССР братскому народу Албании. Однако Хрущёв выразил мнение, что в последнее время албанские руководители вопреки своим бывшим заверениям и решениям съезда своей партии без единого повода круто изменили политический курс, встали на путь резкого ухудшения отношений с КПСС, с Советским Союзом. Хрущёв считал, что албанцы стали отходить от общей согласованной линии всего мирового коммунистического движения по самым важным вопросам современности, что стало особенно отчётливо проявляться с середины 1960 года. Он также считал, что албанские руководители не скрывают того, что им не нравится взятый КПСС курс на решительное преодоление вредных последствий культа личности Сталина. Он выразил уверенность в том, что такая позиция албанских руководителей объясняется тем, что они сами повторяют те методы, которые имели место в СССР в период культа личности. Хрущев отметил, что КПСС не уступит в этом принципиальном вопросе ни в коем случае «ни албанским руководителям, ни кому бы то ни было». Для восстановления дружественных отношений с КПСС албанские руководители «должны отказаться от своих ошибочных взглядов, вернуться на путь единства и тесного сотрудничества в братской семье социалистического содружества, на путь единства со всем международным коммунистическим движением».
Никита Хрущёв в своём первом на съезде выступлении в достаточно мягкой форме обозначил тему критики албанского руководства, ожидая услышать реакцию следующих ораторов, чтобы дальше, не стесняясь в выражениях, подвергнуть сокрушительному разгрому антисоветскую позицию Энвера Ходжи и его соратников. 19 октября, первому среди гостей съезда, предоставили слово для поздравления члену китайской делегации Чжоу Эньлаю, заместителю Председателя ЦК КПК, и он первым после Хрущёва вспомнил Албанию в своей речи: «Наш социалистический лагерь, состоящий из двенадцати братских стран, от Корейской Народно-Демократической Республики до Германской Демократической Республики, от Демократической Республики Вьетнам до Народной Республики Албании, являет собой единое целое… Мы считаем, что если между братскими партиями и между братскими странами возникли, к сожалению, споры и разногласия, то следует их терпеливо решать, руководствуясь духом пролетарского интернационализма, принципами равноправия и достижения единства взглядов путём консультаций. Открытое одностороннее осуждение в адрес любой братской партии не способствует сплоченности, не способствует решению вопроса».
Следующим выступил Владислав Гомулка, первый секретарь ЦК Польской объединённой рабочей партии. Его отношение к албанскому руководству уже не было таким мирным, как у предыдущего оратора: «Этими решениями [XX съезда КПСС] не воспользовалось и не сделало с них нужных выводов во вред своей партии, своему народу и международному рабочему движению только руководство Албанской партии труда, что в конечном итоге сталкивает это руководство в это время на пагубный путь отступничества от основных принципов пролетарского интернационализма, от марксизма-ленинизма, от единства всех стран социалистического лагеря».
В своей речи каждый следующий выступающий от страны соцлагеря, за исключением Ким Ир Сена и Хо Ши Мина, обязательно отводил место, чтобы осудить взгляды албанских партийных руководителей и поддержать советскую позицию в этом вопросе. В выступлениях представителей большинства делегаций коммунистических и рабочих партий звучало от выражения сожаления относительно ошибочной позиции руководителей АПТ до решительного осуждения их политики. Действия албанского руководства называли «сектантскими, авантюристическими, раскольническими, узконационалистическими, вредными в пользу империализма».
Постепенно в выступлениях советских делегатов высшего руководящего звена начали звучать более жёсткие высказывания.

В Албанской партии труда грубо нарушаются ленинские нормы партийной жизни, процветает культ личности и произвол. Энвер Ходжа и Мехмет Шеху создали нетерпимую обстановку в партии, преследуется всякая критика, в стране свирепствует террор.— Из речи А. Н. Косыгина, первого заместителя Председателя Совета Министров СССР, 21 октября

На XXII съезде эта лицемерная, двурушническая позиция албанских руководителей получила справедливое осуждение со стороны нашей партии … Мы надеемся, что из этого факта албанские коммунисты и албанский народ сделают соответствующие выводы, поймут в конце концов, в какое опасное антиреволюционное болото тянут их свихнувшиеся албанские руководители.— Из выступления П. Н. Поспелова, директора Института марксизма-ленинизма при ЦК КПСС, 26 октября
27 октября в заключительном слове Никиты Хрущёва делегаты и гости съезда услышали неожиданное развитие темы советско-албанских отношений. Хрущёв продолжил агрессивно атаковать своих заочных оппонентов. Высказывания советского лидера были настолько грубыми, что наиболее откровенные не попали в стенограмму заседания. Хрущёв прямо отметил, что албанцы не смогут наладить отношения с Советским Союзом, пока в руководстве остаются Энвер Ходжа и Мехмет Шеху.

Выступления делегатов и представителей братских партий убедительно подтверждают, что Центральный Комитет нашей партии поступил совершенно правильно, когда принципиально и открыто доложил съезду о ненормальном состоянии советско-албанских отношений.
… мы не помним случая, когда кто-либо с такой головокружительной быстротой перешёл от излияний и клятв в вечной дружбе к разнузданной антисоветской клевете, как это сделали албанские руководители. Видимо, таким путём они рассчитывают подготовить почву для того, чтобы заслужить себе право на подачки империалистов.
… албанские руководители подняли на щит культ личности Сталина, развернули ожесточённую борьбу против решений XX съезда КПСС, стремясь свернуть социалистические страны с этого правильного курса. Это, разумеется, не случайно. Всё то порочное, что было у нас в период культа личности, всё это в худшем виде проявляется в Албанской партии труда. Теперь уже ни для кого не секрет, что албанские руководители держатся у власти, прибегая к насилию и произволу.

… покончить с культом личности для Шеху, Ходжи и других значило бы по существу отказаться от командных постов в партии и государстве. … Но мы уверены в том, что наступит такое время, когда албанские коммунисты, албанский народ скажут свое слово и тогда албанским руководителям придётся держать ответ за тот ущерб, который они причинили своей стране, своему народу, делу строительства социализма в Албании.— Из заключительного слова Н. С. Хрущёва на XXII съезде КПСС
Все попытки Хрущёва в предыдущие годы давлением привлечь на свою сторону самостоятельное албанское руководство потерпели неудачу. Последним способом покорить строптивого сателлита оставались угрозы исключить его из коммунистического блока, как это сделал в 1948 году Сталин с Югославией.
Во время работы XXII съезда КПСС, 20 октября, Центральный комитет АПТ выступил с заявлением, в котором обвинения, выдвинутые Хрущёвым против албанского партийного руководства, расценивались как клевета, что служит «врагам коммунизма». Ответ ЦК был распространён через прессу среди албанского населения. По всей Албании началась кампания поддержи политики партийного руководства. Ходжа впоследствии вспоминал, что «самые разнообразные слои населения в тысячах и тысячах телеграммах и письмах, поступавших в те дни в адрес Центрального Комитета АПТ со всех концов Албании, выражая своё глубокое и законное возмущение против предательских действий Н. Хрущёва, всеми силами поддерживали линию партии, клялись защищать и последовательно проводить эту правильную линию, несмотря на то, с какими испытаниями и лишениями это будет связано».
7 ноября 1961 года Энвер Ходжа на торжественном заседании в Тиране по случаю 20-летия Албанской партии труда и 44-й годовщины Октябрьской революции, больше половины своего доклада посвятил Хрущёву, осуждая его за создание культа собственной персоны, за примирение с югославским ревизионизмом, за неоправданные претензии на роль зодчего победы над фашизмом, за антимарксистские взгляды.

### Разрыв дипломатических отношений
Ещё 27 сентября 1961 года посол СССР в Албании И. В. Шикин выехал в Советский Союз и больше не возвращался в Тирану. 25 ноября 1961 года заместитель министра иностранных дел СССР Н. П. Фирюбин пригласил временного поверенного в делах НРА в СССР Г. Мази и сделал два устных заявления: первое — об отзыве из Тираны советского посла, во втором — высказывалось требование к албанскому послу Нести Насе покинуть Советский Союз.
3 декабря Фирюбин передал Мази новое устное заявление о принятом советским правительством решении отозвать весь состав посольства и торгового представителя СССР в Албании; при этом весь персонал посольства и торгового советника НРА в Москве должен был покинуть территорию СССР. Это фактически означало разрыв дипломатических отношений между странами. 4 декабря в ноте посольству СССР в Тиране МИД НРА выразило удивление в связи с отзывом советского посла и решительный протест и возмущение по поводу выдворения албанского дипломата. 9 декабря МИД Албании нотой, адресованной посольству СССР, отреагировал на решение Москвы от 3 декабря. В ноте выражался решительный протест, а действия советской стороны характеризовались как совершенно несправедливые и находящиеся в вопиющем противоречии с принципами международного права.
Не без воздействия со стороны СССР большинство социалистических стран Европы приняло соответствующие меры в отношении Албании. Правда, ни одна из них не пошла на разрыв, ограничившись понижением дипломатического представительства.
10 декабря в албанской центральной газете «Зери и популлит» вышла передовая статья «Беспрецедентный акт в отношениях между социалистическими странами». Автор статьи, первый секретарь ЦК АПТ Энвер Ходжа, истинную причину разрыва дипломатических отношений предлагал «искать в ревизионистских взглядах Н. Хрущёва и в его антимарксистских попытках … навязать их другим партиям… АПТ открыто выразила своё мнение и подвергла принципиальной и смелой критике оппортунистические взгляды и антимарксистские действия Н. Хрущёва, он, в отместку за всё это и стремясь заставить нашу партию замолчать, подчинить её себе и тем самым дать урок всем тем, кто решился бы возражать ему, распространил идеологические разногласия на область государственных отношений и стал обращаться с НРА, как с враждебной страной».
Албанские делегации приезжали в СССР в 1961 году на 5-й международный конгресс профсоюзов и в 1963 году на Всемирный конгресс женщин. В течение некоторого времени в посольских особняках в Москве и Тиране находилось по три человека из числа технического персонала, но затем по инициативе албанцев и они были отозваны. Таким образом, полный разрыв всех отношений стал свершившимся фактом.

## Последствия
Несмотря на разногласия в идеологических взглядах и проблемы во взаимоотношениях, альянс с Советским Союзом для Албании имел положительное значение. Благодаря щедрой советской помощи была построена индустриальная база экономики Албании. Советский Союз стал для Албании гарантом её национального суверенитета. Без такого мощного партнёра, каким был СССР, Албании могли угрожать потеря территории, раздробление или полная аннексия.
После провозглашения Народная Республика Албания вела внешнюю торговлю преимущественно с Советским Союзом и другими европейскими странами соцлагеря. 45 % всего албанского экспорта приходились на СССР. Примерно 55 % оборудования и товаров, необходимых для развития экономики, Албания получала от Советского Союза. Отзыв советских специалистов привёл к тяжёлым последствиям в большинстве отраслей экономики Албании, и прежде всего в разведке нефтяных месторождений, горнодобывающей промышленности и строительстве. Только в промышленном секторе остались недостроенными 40 важных объектов, запланированных на вторую пятилетку (1956—1960 годы). Выполнение третьего пятилетнего плана (1961—1965 годы) оказалось под угрозой срыва. ЦК АПТ и правительству Албании пришлось пересматривать задачи третьей пятилетки — прекращалась или совсем отменялась реализация некоторых проектов, внедрялось импортозамещение.
Потеря Албании как союзника негативно повлияло на военно-политические позиции СССР на Балканах, где не существовало единого блока социалистических государств в противостоянии со странами НАТО. Начиная с 1961 года Албания де-факто была исключена из Варшавского договора — её просто уже не приглашали на заседания. После ввода советских войск в Чехословакию, 13 сентября 1968 года на внеочередной сессии Народного собрания, чтобы официально избавиться от каких-либо обязательств, вытекающих из членства в Варшавском пакте, албанское правительство решило денонсировать этот Договор.
С 1962 года прекратилось участие Албании в Совете экономической взаимопомощи (СЭВ). НРА полностью разорвала торговые отношения с СССР, хотя значительная часть её экспорта все ещё поступала в восточноевропейские социалистические страны.
С момента советско-албанского раскола самым близким и единственным союзником Албании вплоть до начала 1970-х годов стала Китайская Народная Республика. Китай был главным торговым партнёром Албании — на долю КНР приходилась половина албанского экспорта и 3/5 импорта. Но после того, как Китай начал выходить из международной изоляции, и в 1972 году в Пекин с официальным визитом прибыл Президент США Ричард Никсон, отношения между Албанией и Китаем начали постепенно ухудшаться. Энвер Ходжа действия китайского руководства расценил как отказ от пролетарского интернационализма и союз с американским империализмом. Прекращение Китаем в 1978 году торговых отношений с Албанией ознаменовало конец союза между двумя странами. За 17 лет сотрудничества КНР предоставила Албании помощь в размере 1,4 млрд долларов.
Восстановление дипломатических отношений между Албанией и СССР произошло только 30 июля 1990 года, когда Восточного блока уже фактически не существовало. А менее чем через полтора года не стало и СССР, и Албании пришлось налаживать дипломатические отношения с независимыми государствами, образовавшимися на месте 15 социалистических республик бывшего Советского Союза.